# Damaeus ainu
Damaeus ainu är en kvalsterart som beskrevs av Enami och Aoki 1998. Damaeus ainu ingår i släktet Damaeus och familjen Damaeidae. Inga underarter finns listade i Catalogue of Life.